# Église Saint-Pierre de Voiron
L'église Saint-Pierre de Voiron ou église Saint-Pierre de Sermorens, est un édifice religieux situé à Voiron en Isère en région Auvergne-Rhône-Alpes. 
Positionnée au cœur du quartier ancien de Sermorens, cette église est l’un des plus vieux monuments de la ville de Voiron avec la tour Barral, dernier vestige de l'ancien château médiéval. L'église est rattachée à la paroisse Notre-Dame de Vouise, elle-même rattachée au diocèse de Grenoble-Vienne.

## Histoire

### Une église très ancienne

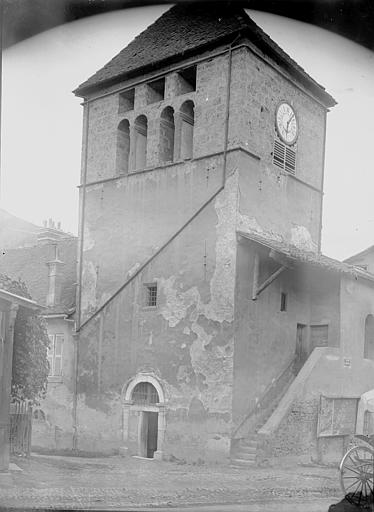
L'église Saint-Pierre et son clocher-porte à la fin du XIXe siècle.

L'église actuelle se situe probablement à l'emplacement d'une première chapelle  domaniale qui fut construite à cet endroit à l'époque carolingienne et transformée par la suite en église paroissiale. 
L'édifice est cité dans le cartulaire de Saint Hugues sous le nom d'« ecclesia de Salmorenco »
L'église médiévale et son clocher-porche a été agrandie durant le XVe siècle grâce à l'adjonction de cinq chapelles gothiques. L'édifice a été profondément remanié en 1826, puis de nouveau entre 1921 et 1927. D'importants travaux de rénovation ont été exécutés en 1965 avec l'adjonction de grands murs peints en 1965 sous la conduite de l’artiste voironnais Roger Lorin, rafraichi en 2021 mais sans modifier la sobriété de ce lieu de culte toujours en fonction au XXIe siècle.

### Une église trop petite
En 1820, la construction d'une nouvelle église est demandée au diocèse par la municipalité afin de faire face à la saturation du lieu de culte de la rue Sermorens. En effet avec une population à cette époque de près de 7 000 personnes, la modeste église de Saint-Pierre était devenue trop petite. 
Il s'agit de l'église Saint-Bruno de Voiron, construite entre l'ancien quartier de Sermorens et les quartiers plus récents de la ville qui accueille les fidèles dès l'année 1872.

## Description

### Intérieur
Deux peintures du XVIIe siècle, bénéficiant d'une protection au patrimoine culturel, se situent à l'intérieur de l'église: 
1. une peinture sur bois dans la chapelle Saint-Joseph datant de 1821 représente le vœu de Louis XIII.
2. une peinture sur toile de l’école flamande montrant une descente de croix. Un autre tableau plus récent décore aussi l’église, il s’agit d’une Vierge à l’Enfant, qui fut offert en 1821 par Dode de La Brunerie.

Le mobilier se compose de plusieurs stalles se trouvant dans le chœur et d’une chaire située au fond de l’église datant du XVIIIe siècle.

### Extérieur
L'église et notamment son entrée inversée (le clocher-porte est, au XXIe siècle, situé à l'arrière) est visible depuis la rue Sermorens. Un cadran solaire du matin richement décoré, orienté vers le sud-est, est situé sur un mur de la maison paroissiale qui jouxte l'église.